# Sayako Kuroda
Sayako Kuroda (født 18. april 1969) var tidligere prinsesse af Japan og er det tredje barn af Kejser Akihito. 
Hun blev i 2005 nødt til at opgive prinsessetitlen, da hun giftede sig borgerligt. Det skyldes at ifølge japansk lov mister de kvindelige medlemmer af kejserfamilien, der gifter sig borgerligt, deres officielle medlemskab af familien. Sayako var i øvrigt den første royale kvinde, der giftede sig borgerligt i Japan.
1. ↑  Navnet er anført på bokmål og stammer fra Wikidata hvor navnet endnu ikke findes på dansk.
2. ↑  Navnet er anført på svensk og stammer fra Wikidata hvor navnet endnu ikke findes på dansk.
3. ↑  Navnet er anført på svensk og stammer fra Wikidata hvor navnet endnu ikke findes på dansk.